# Шарий, Валерий Петрович
Валерий Петрович Шарий (бел. Валерый Пятровіч Шарый; род. 2 января 1947, Червень, Минская область) — советский тяжелоатлет, заслуженный мастер спорта СССР (1975).

## Достижения
Тренером Валерия Петровича Шария был Павел Яковлевич Зубрилин, который поставил перед спортсменом цель стать олимпийским чемпионом. Под руководством тренера Зубрилина, Валерий Шарий защитил норматив мастера спорта и оказался в составе сборной команды страны. Он никогда не спорил с тренером и всегда выполнял его указания. Ещё в начале спортивной карьеры Валерия Шария, Павел Зубрилин предрекал ему большие перспективы. Под руководством тренера, Валерий Шарий завоевал звание чемпиона страны среди молодёжи. Также Павел Зубрилин решал бытовые проблемы спортсмена: когда Валерия Шария перед турниром в Таллине не включили в состав команды Вооружённых сил и он не смог жить, как другие спортсмены, в гостинице, тренер добился того, чтобы его подопечного заселили в обыкновенную казарму. Этот турнир спортсмен выиграл. По словам спортсмена, серьёзные результаты пришли после того, как он попал к тренеру Зубрилину.
Чемпион Олимпийских игр 1976 года, чемпион мира (1975—1976), Европы (1975—1976), СССР (1975, 1977, 1978). Победитель двух Спартакиад народов СССР.
Установил 13 мировых рекордов и 15 рекордов СССР.
14 мая 1972 года в московском Дворце спорта «Салют» Шарий потряс мир: три мировых и один всесоюзный рекорды! Сумма троеборья вызвала восторг, изумление — 527,5 кг. На 12,5 кг сумма превышала мировое достижение, установленное месяц назад. Это принесло Валерию путёвку в Мюнхен и реальные шансы на победу. Однако на Олимпиаде-72 два советских средневеса (второй — Павлов) получили нулевые оценки в жиме.
Мировой рекорд Валерия Шария в троеборье остался навечно, так как троеборье вскоре отменили.

## Награды
Награждён орденом Дружбы народов.